# 갈리치아 공국
갈리치아 공국(고대 동슬라브어: Галицкоє кънѧжьство) 또는 할리치 공국(우크라이나어: Галицьке князівство), 할리치 루스는 중세 동슬라브 공국으로, 야로슬라프 1세 무드리의 후손들이 세운 키예프 루스의 주요 공국 중 하나였다. 갈리치아 공국의 특징은 정치 생활에서 귀족과 시민의 중요한 역할과 공후 통치의 주요 조건이었던 결의에 대한 고려였다. 할리치는 1124년경 투타라칸의 로스티슬라프의 손자 이반 바실코비치의 수도로 언급되었다. 미하일로 흐루셰프스키에 따르면 할리치 공국은 아버지 블라디미르 야로슬라비치의 사망으로 로스티슬라프에게 넘어갔지만 나중에 삼촌에 의해 투무타라칸으로 추방당했다. 그 후 이 공국은 키예프 대공 이자슬라프 1세의 아들인 야로폴크 이자슬라비치에게 넘어갔다.